# Ferdinando Riva
Ferdinando Riva detto Riva IV o anche Puci (Coldrerio, 3 luglio 1930 – Chiasso, 15 agosto 2014) è stato un allenatore di calcio e calciatore svizzero.

## Caratteristiche tecniche
Impiegato principalmente come ala sinistra, disputa qualche gara anche come mezzala.

## Carriera

### Giocatore

#### Club
Nel 1946 debutta nel Mendrisio. Nel 1947 è chiamato in prima squadra. Conquista la promozione in LNB nel 1948.
Nel 1950 passa al Chiasso, coi ticinesi colleziona 523 presenze (336 in LNA, 114 in LNB tra cui uno spareggio per il titolo di LNB, 52 in Coppa Svizzera, 19 in Coppa Ticino, 2 in Coppa delle Alpi), l'ultima delle quali il 14 novembre 1970 (Neuchâtel Xamax-Chiasso 2-0, LNB).
Realizza 226 reti (163 in LNA, 20 in LNB, 33 in Coppa Svizzera, 10 in Coppa Ticino). Nella sua carriera realizza 9 triplette (6 in LNA e 3 in Coppa Svizzera).
Riveste per lungo tempo il ruolo di capitano del club ticinese. Detiene il record di presenze e di reti in seno al Chiasso. Con i rossoblu Riva è vicecampione svizzero nel 1951. Nel 1952 si classifica in terza posizione tra i cannonieri della LNA con 20 reti, alle spalle di Hügi (Basilea) 24 e Ballamann (Grasshoppers) 22.

#### Nazionale
Veste 22 volte la maglia della Nazionale svizzera, segnando 8 reti. Debutta con la maglia rossocrociata il 25 novembre 1951 a Lugano contro l'Italia (1-1). Con la Svizzera disputa il Mondiale del 1954, svoltosi in casa.

### Allenatore
In 9 occasioni (6 in LNB, 3 in Coppa Svizzera), nel 1968 è chiamato al fianco di Aristide Noseda ad assumere il ruolo di allenatore della prima squadra del Chiasso.

## Memoria
Nella seduta del 25 febbraio 2014, il Consiglio Comunale cittadino, approvando una mozione del consigliere Cremonesi con 39 voti favorevoli, ha ridenominato  lo stadio comunale di Chiasso in  Stadio Riva IV in suo onore.